# Коса (настільна гра)
Коса (англ. Scythe) — настільна гра для 1-5 гравців, створена Джеймі Стігмаєром та видана компанією Stonemaier Games у 2016 році. Події розгортаються у альтернативній історії Європи 1920-х років. Гравці контролюють фракції, що виробляють ресурси, розвивають економічну інфраструктуру та застосовують бойові мехи в стилі дизельпанк для ведення сутичок і встановлення контролю над територіями. Протягом свого ходу гравці виконують до двох дій, керуючись персональними планшетами. Гра триває доти, доки один із гравців не отримає шість досягнень. Після цього гравці отримують монети за свої досягнення, контрольовані території та зібрані ресурси. Переможцем стає той, у кого найбільше монет.
Компанія Stonemaier Games профінансувала створення Scythe за допомогою краудфандингу, зібравши понад 1,8 мільйона доларів США через кампанію на Kickstarter. Scythe здобула схвальні відгуки критиків і гравців, отримавши високу оцінку за ігровий процес, поєднання механік єврогри та бойових елементів, тему та художнє оформлення, створене польським художником Якубом Рожальським у межах проєкту «Світ 1920+». Для гри було випущено три масштабні доповнення, спіноф та цифрова версія. В Україні гра локалізована видавництвом Geekach Games.
У вересні 2023 року вийшла самостійна гра-продовження Expeditions.

## Ігровий процес
Події Scythe розгортаються в альтернативній історії Європи 1920-х років, яка оговтується від наслідків великої війни. Кожен гравець представляє фракцію, що прагне процвітання в процесі відбудови регіону. Гравці розвивають економічний рушій, обираючи одну з чотирьох основних дій щоходу. Кожна дія вказана у верхній частині персонального планшета, і гравець не може обирати ту саму дію поспіль два ходи. Також можна виконати додаткову дію, вказану на нижній частині планшета. Дії дозволяють гравцям пересувати юніти на ігровому полі, торгувати або виробляти товари, зміцнювати військову міць для бою, розгортати мехи, завербовувати новобранців для безперервних бонусів або будувати споруди. Ці дії можна вдосконалювати, роблячи їх менш витратними або ефективнішими.
Кожен гравець отримує шість зірок, які розміщуються на ігровому полі після виконання певних цілей, наприклад, розгортання всіх чотирьох мехів. Гра негайно завершується, щойно один із гравців розміщує шість зірок. Після цього учасники підраховують зароблені монети за досягнення, контрольовані території та зібрані ресурси (з урахуванням популярності), а переможцем стає той, хто набрав найбільше монет.

## Розробка та випуск
Scythe розробив Джеймі Стігмаєр, генеральний директор Stonemaier Games, і презентував на Kickstarter 13 жовтня 2015 року. Підтримка склала понад 1,8 млн доларів США. Фізичні копії були доставлені бекерам у липні 2016-го; згодом гра з’явилася на Gen Con та в роздрібних магазинах.
Приблизно 130 ілюстрацій альтернативної історії створив польський художник Якуб Рожальський. Тематика гри належить до світу «1920+», натхненного польсько-радянською війною (1919–1921), і цей світ також було використано в Iron Harvest. Сюжет зосереджений на протистоянні кількох фракцій у Центральній та Східній Європі після Першої світової війни: Polania, Rusviet, Saxony, Crimea та Nordic, що базуються на історичних прообразах відповідних країн. Polygon зауважив, що художній стиль став основою для десятків карт цілей та подій.
Під час плейтестів Стігмаєр просив оцінювати гру за десятибальною шкалою, та відзначав, що коли оцінки перевищують 8, гра наближається до завершеного стану. Scythe включає режим для одного гравця «Automa», створений Мортеном Монрадом Педерсеном, який працював також над Крила та Viticulture. Він прагнув зробити «Automa» максимально схожою на дії людських гравців, водночас уникаючи зайвої складності.

### Доповнення
До Scythe випущено три масштабні доповнення та кілька промонаборів. Перше доповнення — Scythe: Invaders from Afar (2016) — додало дві нові фракції (Albion та Togawa), збільшивши кількість гравців до семи. Друге доповнення — Scythe: The Wind Gambit (2017) — додало дирижаблі та змінні умови завершення гри. Воно отримало нагороду Golden Geek Award за найкраще доповнення (2017). Третє доповнення — Scythe: The Rise of Fenris (2018) — додало 11 модулів, кампанію з восьми епізодів, дві нові фракції (Fenris та Vesna), кооперативний режим та мультиплеєрний варіант «Automa». Воно також було високо оцінено критиками та отримало нагороду Golden Geek 2018.
Серед промоційних випусків — набір Scythe Encounters (2018) із 32 картами зустрічей, створеними на основі пропозицій фанів. Scythe Modular Board (2019) дозволяє змінювати мапу гри, а Scythe Complete Rulebook (2020) об’єднав усі правила базової гри та доповнень в один посібник.

### Альтернативні версії
2017 року вийшов спіноф My Little Scythe. Спочатку це був фанатський «print and play» проєкт, який згодом офіційно видав Stonemaier Games. Він отримав Golden Geek Award (2017) за найкращу «print and play» гру. My Little Scythe зберігає схожі механіки з Scythe, але є спрощеною сімейною грою. У 2020 році вийшло доповнення My Little Scythe: Pie in the Sky, яке додало дві нові фракції та дирижаблі.
2018 року вийшла цифрова версія Scythe: Digital Edition для Steam (Mac, Windows), а згодом і на iOS та Android. Iron Harvest, стратегічна гра в реальному часі, натхненна світом Scythe, вийшла у вересні 2020 року й отримала позитивні відгуки за візуальний стиль та тематику.

### Продовження
Самостійне продовження Scythe під назвою Expeditions було анонсовано у лютому 2023 року і випущено 29 вересня 2023 року, знову створене Стігмаєром та проілюстроване Рожальським. У Expeditions гравці досліджують території та збирають ресурси, змагаючись за очки, але без воєн, як у Scythe. Гра здобула схвальні відгуки критиків за арт та механіки.

## Відгуки
Scythe здобула визнання критиків за свої механіки, ігровий процес та ілюстрації. Вона ввійшла до переліку найкращих ігор 2016 року за версіями кількох видань, зокрема Popular Mechanics, Ars Technica, Rebel Times та The Telegraph. Аарон Циммерман з Ars Technica назвав гру «глибокою, продуманою, інтерактивною єврогрою» та відзначив гармонію між простотою ходу і складністю механік побудови економіки. The Wirecutter (проект The New York Times) відзначив «величезну стратегічну глибину» та візуальну стилістику гри.
Критики хвалили поєднання механік єврогри (керування ресурсами) з елементами бою. Циммерман порівнював простоту бою з Kemet та Dune, називаючи його «напруженим», але рідкісним. Джарвіс і Планкетт (Kotaku) зауважили, що економічна складова та виробництво ресурсів мають більше значення для перемоги, ніж бій.
Художнє оформлення Рожальського отримало значну похвалу. Чарлі Голл (Polygon) наголосив на впливі ілюстрацій на тематичність гри, а Джонатан Болдінг (PC Gamer) — на їхній стиль, де сільські пейзажі поєднуються з дізельпанковими мехами. Алекс Міхан (Dicebreaker) відзначила візуальне відображення наслідків війни для звичайних людей. Соколук стверджував, що стиль Рожальського створив ажіотаж до релізу.
Режим «Automa» для соло-ігри теж був схвально сприйнятий. Планкетт назвав його добрим способом опанувати правила, а Вільямс (TechRaptor) оцінив «Automa» як «вишукано спроєктовану».
Scythe отримала чотири нагороди Golden Geek (2016) від BoardGameGeek: «Настільна гра року», «Мистецтво та оформлення», «Стратегічна гра» та «Соло-гра», а також була номінантом у категорії «Найбільш інноваційна». Станом на квітень 2021 року було продано понад 382 000 копій Scythe, і вона лишалась найбільш продаваною грою Stonemaier Games до 2021 року, коли її перевершила Крила.
| Видання     | Оцінка |
| ----------- | ------ |
| Destructoid | 7/10   |

Scythe: Digital Edition здобула переважно позитивні відгуки у Steam. Келвін Вонг Цзе Лун (PC Gamer) оцінив навчальний режим, механіки, візуальний стиль та саундтрек, назвавши гру «емоційною, розумною та винагороджувальною». Кейт Лоу (Ars Technica) похвалив візуальну складову та захопливість, проте зазначив високу ціну та складність навчального режиму. CD-Action відзначив, що цифрова версія не пропонує нічого, чого не було б у настільному оригіналі.